# Ritual of Love
Ritual of Love è il secondo album della cantante R&B statunitense Karyn White, pubblicato globalmente nel 1991 dalla Warner Bros. Records. Nei primi mesi del 1992, la RIAA certifica il mezzo milione di copie vendute.
| Recensione           | Giudizio |
| -------------------- | -------- |
| AllMusic             | [ 1 ]    |
| Entertainment Weekly | B-       |

## Tracce
1. Romantic – 4:07 (Jimmy Jam and Terry Lewis, Karyn White)
2. Ritual of Love – 4:36 (Jam, Lewis, White)
3. The Way I Feel About You – 4:35 (Zachary Harmon, Bruce Sterling, Christopher Troy, White)
4. Hooked on You – 4:56 (Jam, Lewis)
5. Walkin' the Dog – 3:58 (Tony Haynes, Lewis, Laney Stewart, White)
6. Love That's Mine – 4:54 (Jam, Lewis, White)
7. How I Want You – 4:57 (Haynes, Stewart, White)
8. One Heart – 4:52 (Jam, Lewis)
9. Tears of Joy – 5:05 (Vernon D. Fails, Jam, Lewis, Michael J. Powell, White)
10. Beside You – 4:59 (Haynes, Gary Hines, White)
11. Do Unto Me – 5:25 (Harmon, Haynes, Troy, White)
12. Hard to Say Goodbye – 5:25 (Haynes, Jam, Lewis, Lawrence Waddell, White)

## Classifiche settimanali
| Classifica (1991)         | Posizione massima |
| ------------------------- | ----------------- |
| Regno Unito               | 31                |
| Stati Uniti               | 53                |
| US Top R&B/Hip-Hop Albums | 7                 |